# Eugenia neotristis
Eugenia neotristis är en myrtenväxtart som beskrevs av Marcos Sobral. Eugenia neotristis ingår i släktet Eugenia och familjen myrtenväxter. Inga underarter finns listade i Catalogue of Life.